# TRT 3
TRT-3 ist das dritte Fernsehprogramm der öffentlich-rechtlichen türkischen Rundfunkanstalt TRT.

## Inhalt
TRT-3 widmet sich in seinen Sendungen der politischen Berichterstattung. Der wesentliche Teil des Programms besteht aus der Direktübertragung von Debatten aus der türkischen Nationalversammlung und aus Analysen und Debatten im Anschluss an die Plenarsitzungen. Damit ist TRT-3 ein Parlamentskanal.

## On-Screen-Identität
Als Logo wurde nach dem Sendestart 1989 der in den zu dieser Zeit bereits bestehenden TRT-Programmen (TV1, TV2) verwendete übliche weiße Blockschriftzug „TV3“ als Senderkennung verwendet, der allerdings 1992 analog zu TRT-1 und -2 in „TRT-3“ geändert wurde. In den 1990er Jahren war die Farbe des On-Screen-Auftritts von TRT-3 hellgrün; seit 2006 ist sie orange.

## Geschichte
Am 2. Oktober 1989 ging TRT-3 als damals drittes Vollprogramm auf Sendung.
Bis Mitte der Neunziger blieb der Charakter des Vollprogramms erhalten, auch wenn der Anteil der Parlamentsübertragungen seither stets wuchs und Sportberichterstattung einen deutlich größeren Anteil der Sendezeit einnahm, als bei TRT-1.
TRT-3 führte zahlreiche internationale Serien ins türkische Fernsehen ein, so u. a. Matlock, Columbo, Bonanza, Mash, Perry Mason und Hercule Poirot.
Seit 1998 war TRT-3 ein Spartensender für Parlamentsübertragungen, Politik und Sportberichterstattung. Alle anderen Formate wanderten zu anderen TRT-Kanälen ab. 2012 wurden die Themenbereiche erneut getrennt, so dass für den Sport ein eigener Sender mit dem Namen TRT-Spor geschaffen wurde und der Politikbereich bei TRT-3 verblieb.

## Quoten
Sportübertragungen bescherten TRT-3 durchwegs höhere Einschaltquoten, als die Politikberichterstattung. Als der Sport als Inhaltschwerpunkt noch bei TRT-3 lag, hatte der Sender zeitweise (nach TRT-1) die zweithöchsten Einschaltquoten unter den TRT-Fernsehprogrammen. Quotenspitzen erzielt der heutige Parlamentskanal zwar weiterhin bei wichtigen Debatten und Entscheidungen der Nationalversammlung. Mit der Aufspaltung in TRT-3 und TRT-Spor sinken die Zuschauerzahlen bei TRT-3 allerdings tendenziell ab.